# Cyathura munda
Cyathura munda là một loài chân đều trong họ Anthuridae. Loài này được Menzies miêu tả khoa học năm 1951.